# Bayerische Staatskanzlei

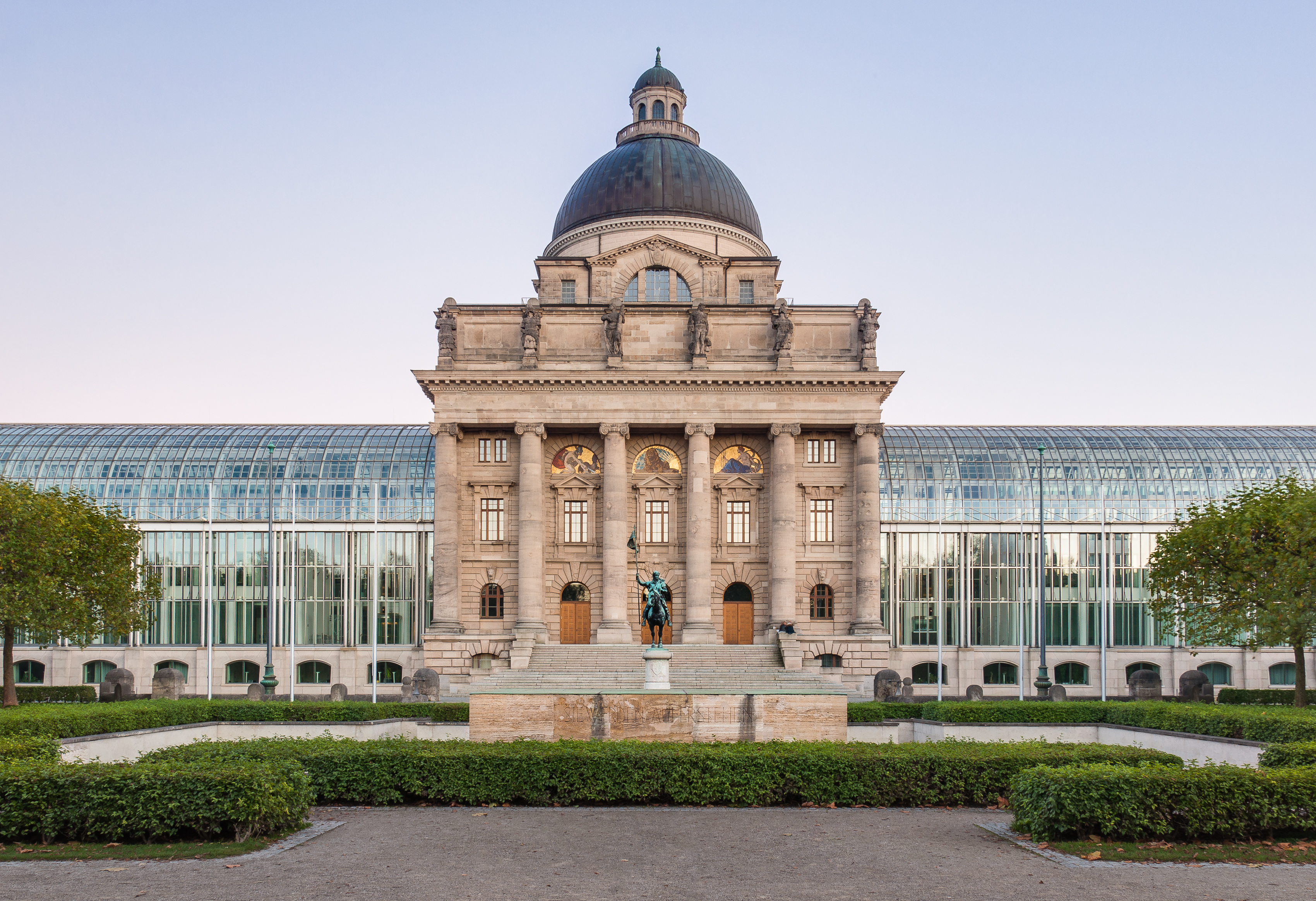
Bayerische Staatskanzlei von Westen

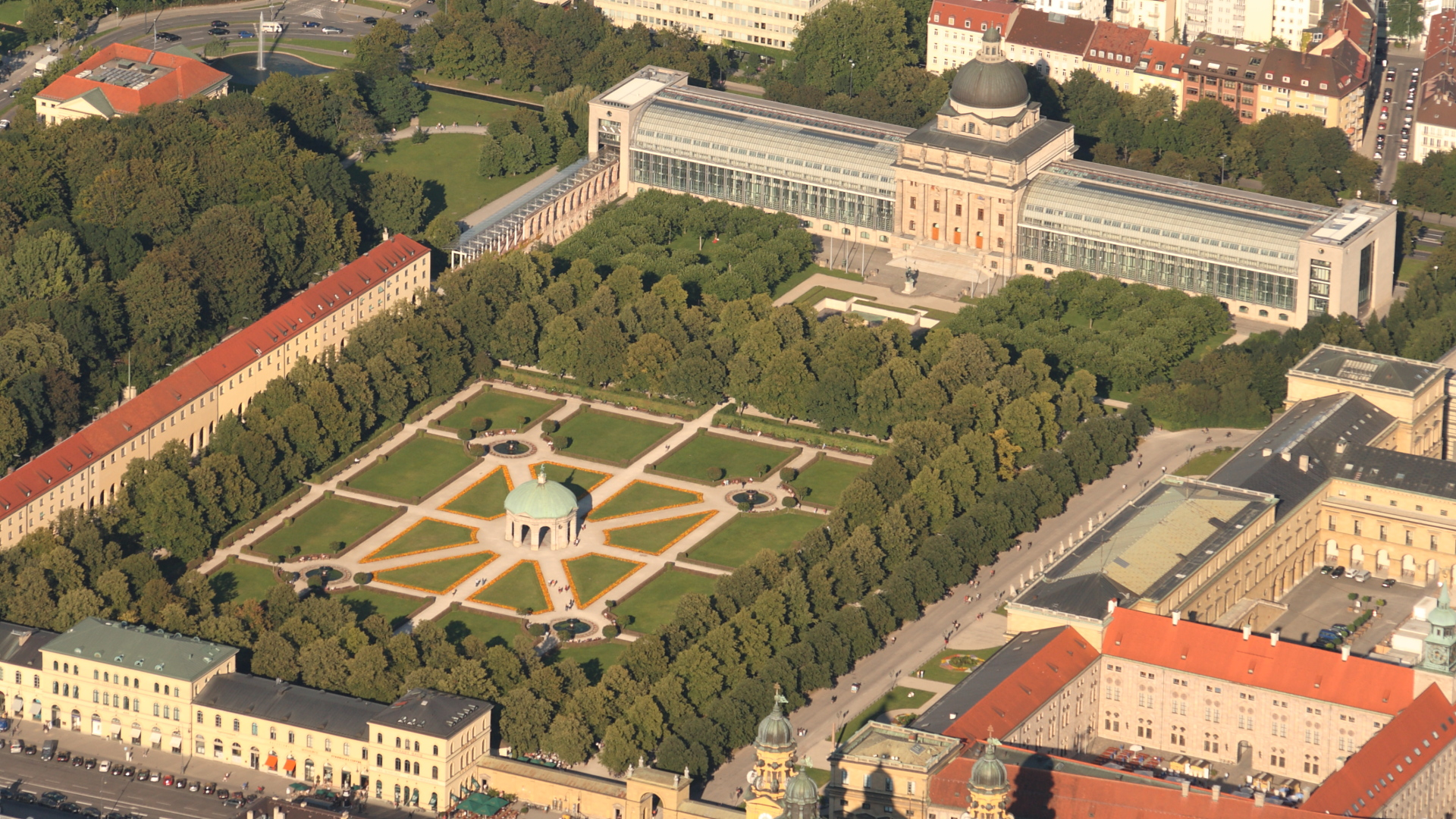
Luftaufnahme der Staatskanzlei am Hofgarten, re. unten die Residenz

Die Bayerische Staatskanzlei (StK) ist eine oberste Landesbehörde, die zur Unterstützung des Ministerpräsidenten und der Staatsregierung in München eingerichtet wurde. Der Sitz der Behörde wird ebenfalls als Bayerische Staatskanzlei bezeichnet.

## Landesbehörde

### Aufgaben und verfassungsrechtliche Grundlagen
Gemäß Artikel 52 der Verfassung des Freistaates Bayern unterstützt die Staatskanzlei den Bayerischen Ministerpräsidenten und die Bayerische Staatsregierung in ihren verfassungsmäßigen Aufgaben. Die Staatskanzlei unterstützt den Ministerpräsidenten bei der Bestimmung der Richtlinien der Politik sowie bei der Repräsentation Bayerns nach außen. Sie koordiniert die Tätigkeit der Staatsministerien und bereitet die Beschlussfassung der Staatsregierung vor.
In den Geschäftsbereich der Staatskanzlei ist der Bayerische Staatsminister für Bundesangelegenheiten und Medien, Florian Herrmann, sowie der Bayerische Staatsminister für Europaangelegenheiten und Internationales, Eric Beißwenger, (mit der Vertretungen des Freistaates Bayern in Brüssel) eingebettet, diese zwei Staatsminister haben kein eigenes Staatsministerium. Zum Geschäftsbereich zählt auch die Auszeichnung mit den bayerischen Ordens- und Ehrenzeichen im Auftrag der Bayerischen Staatsregierung sowie die Erteilung von Exequaturen von Konsulaten im Lande.
Zur Staatskanzlei gehört organisatorisch auch das nahe gelegene Prinz-Carl-Palais, das hauptsächlich für repräsentative Aufgaben des Ministerpräsidenten genutzt wird. Außenstellen der Staatskanzlei befinden sich in Berlin (Vertretung des Freistaates Bayern beim Bund) und in Brüssel (Vertretung des Freistaates Bayern bei der Europäischen Union).

### Geschichte
Vorgängerbehörde der Bayerischen Staatskanzlei war das Bayerische Staatsministerium des Äußern.  Nachdem 1849 das Amt des Vorsitzenden des Ministerrates geschaffen wurde, war es mit einer Ausnahme immer mit dem Amt des Außenministers verbunden gewesen. Die Bezeichnung Bayerische Staatskanzlei erhielt die Behörde erst 1933. 
Zur Zeit der Weimarer Republik war der Ministerpräsident zugleich bayerischer Außenminister. Damit stellte das Außenministerium, das kaum noch eigene Kompetenzen hatte, faktisch die Behörde des Ministerpräsidenten dar. Erst nachdem im März 1933 die Nationalsozialisten die Macht auch in Bayern übernommen hatten, wurde das Außenressort abgeschafft und durch die Staatskanzlei ersetzt. Zur Zeit des Nationalsozialismus konnte die Staatskanzlei kaum Bedeutung entfalten, da zum einen Deutschland ein Einheitsstaat geworden war, in dem die Länder nur noch Reichsprovinzen waren, zum anderen, weil sie mit der Gauleitung von München-Oberbayern und der Behörde des Reichsstatthalters Franz von Epp (die sogenannte Reichsstatthalterei) mächtige Konkurrenten hatte.
Nach Kriegsende übernahm 1945 Anton Pfeiffer (zuerst als Staatsrat) die Leitung der Bayerischen Staatskanzlei. Die Position des (politischen) Leiters der Staatskanzlei wurde in der Folge meistens von einem Staatssekretär oder Staatsminister wahrgenommen, teilweise auch von Ministerialdirektoren. Zusätzlich gibt es heute oberhalb der Abteilungsleiterebene den (administrativen) Amtschef der Staatskanzlei, seit 2015 im Amt eines Staatsrats.

### Leiter der Bayerischen Staatskanzlei
Leiter der Staatskanzlei ist seit März 2018 Florian Herrmann. Daneben gibt es oberhalb der Abteilungsleiterebene den (administrativen) Amtschef der Staatskanzlei, welcher seit 2015 im Gegensatz zu den Amtschefs in den Staatsministerien das Amt eines Staatsrates innehat. Das ist seit 2010 Staatsrätin Karolina Gernbauer, vorher bis 2015 als Ministerialdirektorin. Zudem gibt es einen Ministerialdirektor für Europaangelegenheiten und Internationales und seit 2018 einen Ministerialdirektor als Chef des Leitungsstabes, Gregor Biebl.

### Frühere Ministerialdirektoren und Amtschefs
- 1991–1993: Rudolf W. Schmitt, Amtschef
- 1993–1999: Rudolf Hanisch, Amtschef
- 1999–2010: Walter Schön, Amtschef
- 2006–2010: Martin Neumeyer, Amtschef für Bundes- und Europaangelegenheiten
- 2010–2013: Gabriele Stauner, Amtschefin für Bundes- und Europaangelegenheiten
- 2019–2022: Thomas Gruber, Ministerialdirektor für Europa, Internationale Beziehungen, Medien und Sonderaufgaben in Standortfragen
- 2024–2025: Stephanie Jacobs, Ministerialdirektorin für Europaangelegenheiten und Internationales

## Amtssitz
Die Bayerische Staatskanzlei bzw. ihre Vorgängerbehörde hatte im Laufe der Geschichte verschiedene Amtssitze:
- 1813–1933: Palais Montgelas, Promenadeplatz, München
- 1945–1993: ehem. Preußische Gesandtschaft, Prinzregentenstraße, München
- 1968–heute: Prinz-Carl-Palais, Prinzregentenstraße, München (Nebensitz)
- 1993–heute: ehem. Bayerisches Armeemuseum, Hofgarten, München (Hauptsitz)

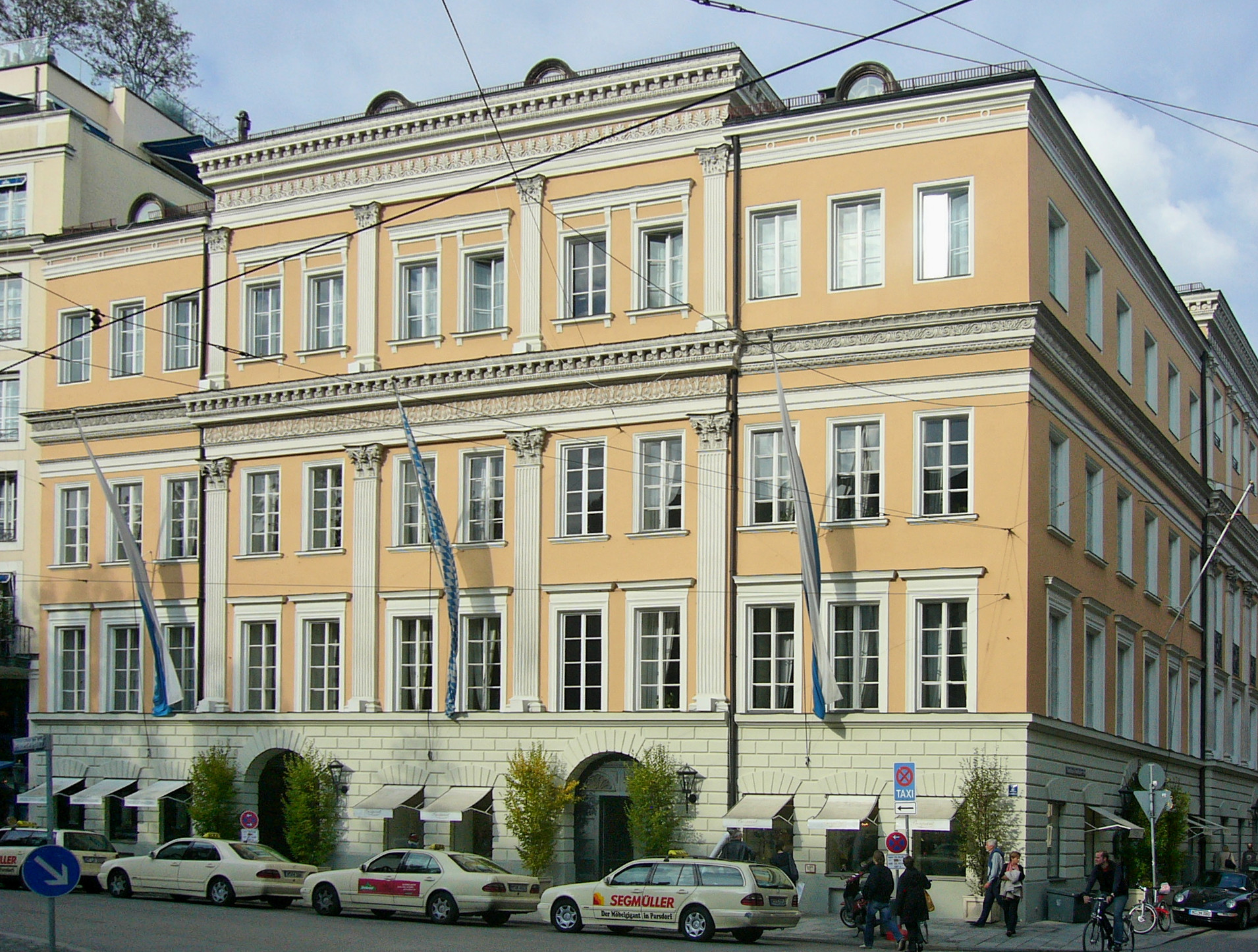
Palais Montgelas (1813–1933)
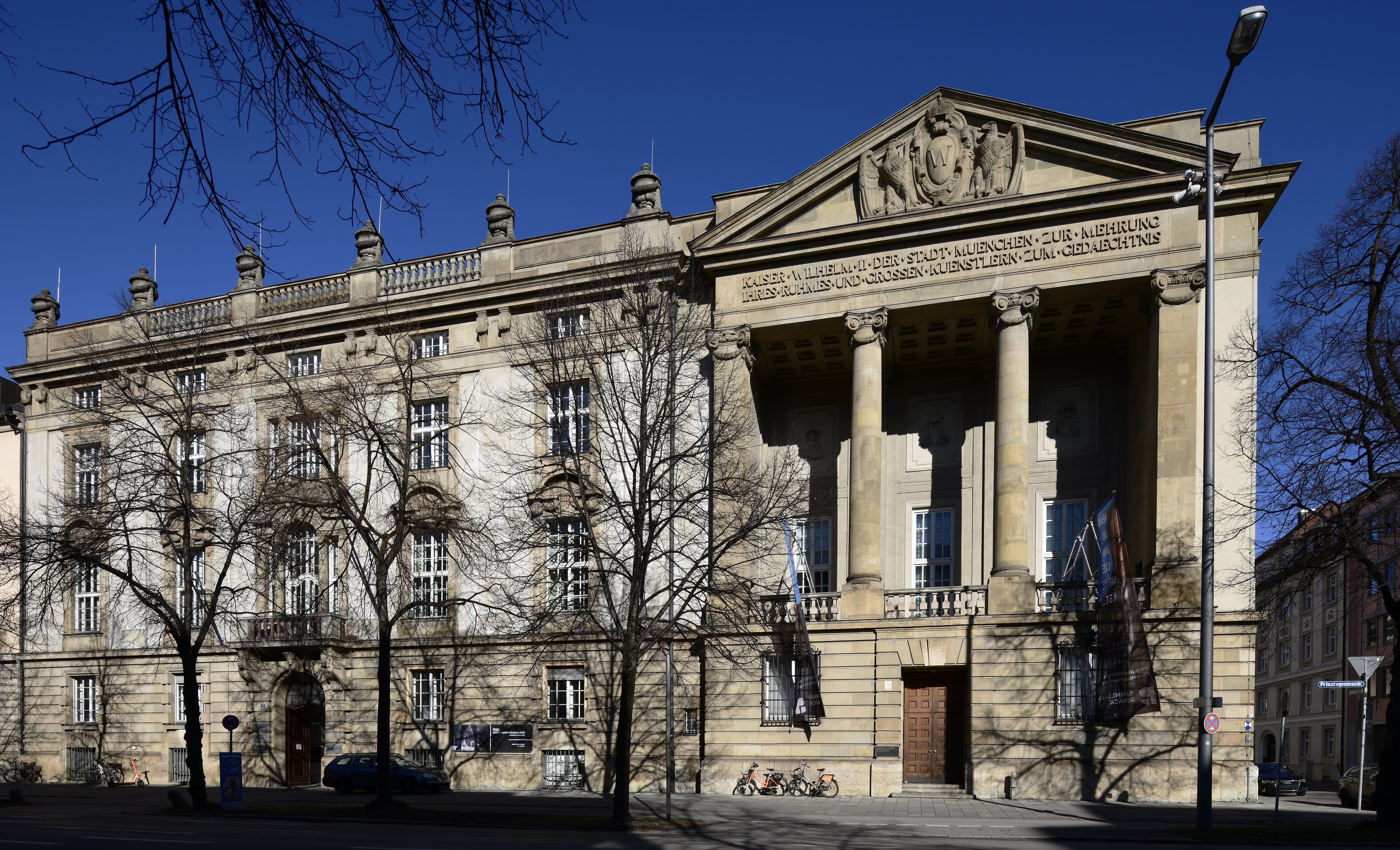
ehem. Preußische Gesandtschaft (1945–1993)
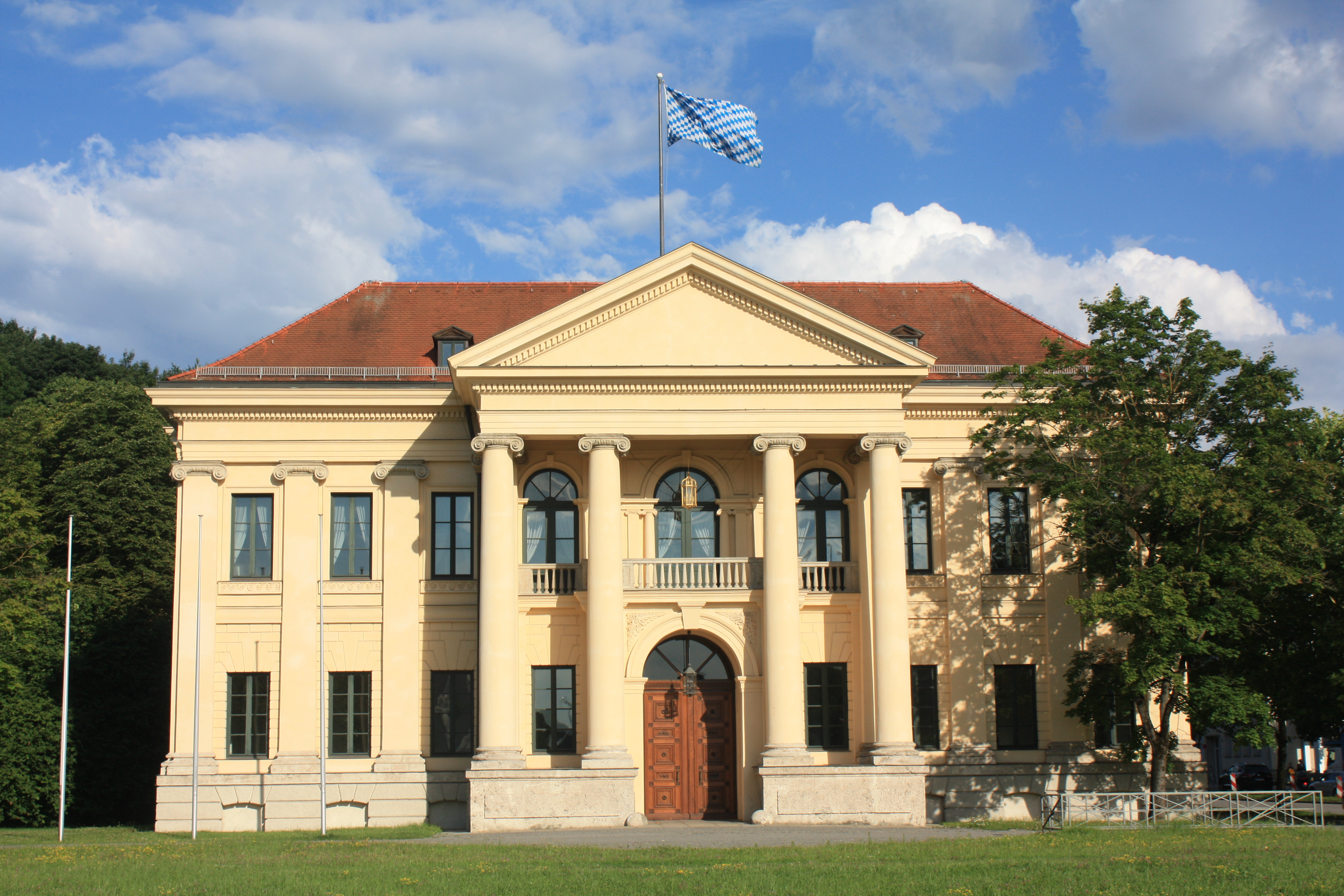
Prinz-Carl-Palais (Nebensitz seit 1968)
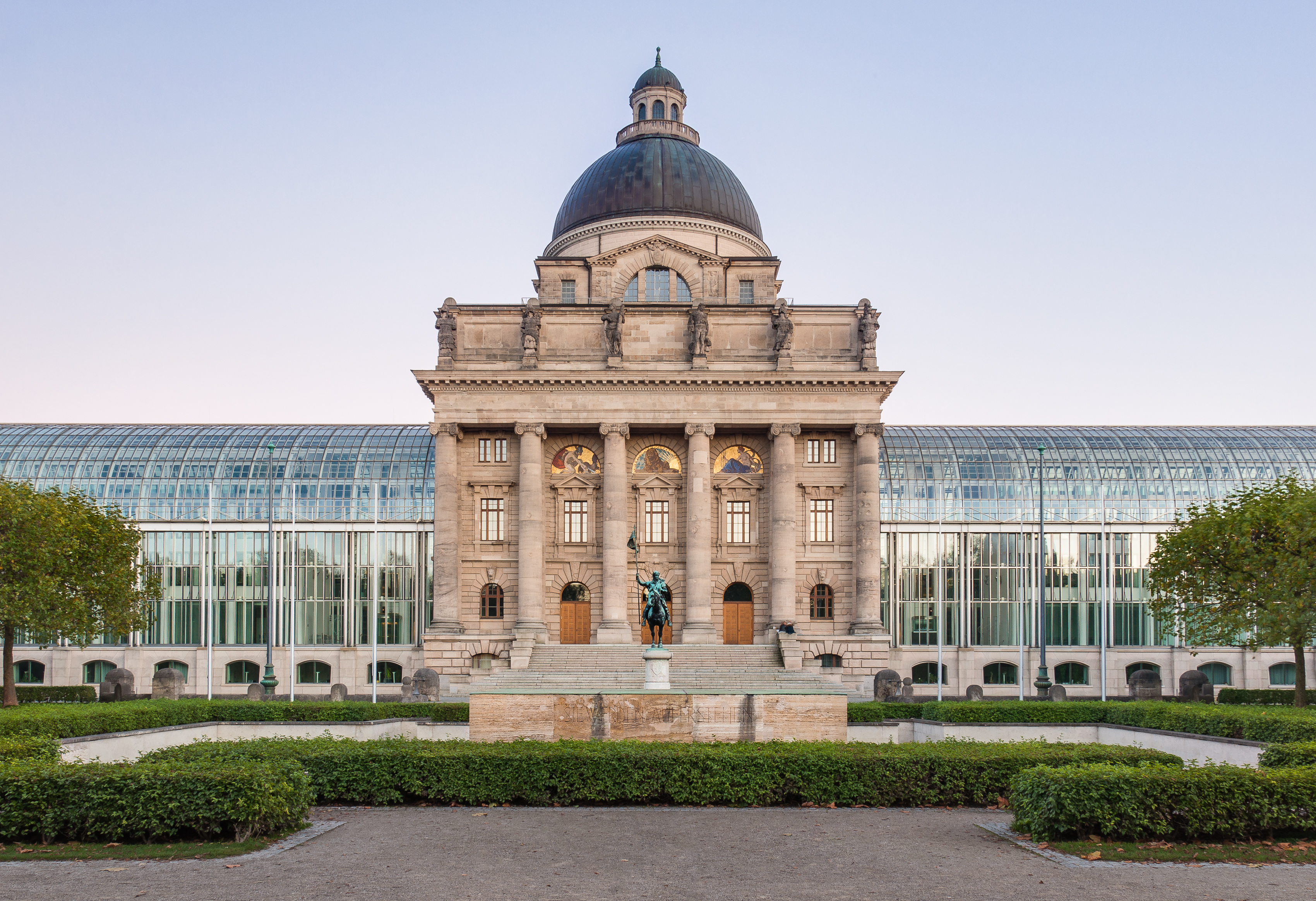
ehem. Bayerisches Armeemuseum (Hauptsitz seit 1993)

### Der Altbau des Armeemuseums
Vor den Beschädigungen im Zweiten Weltkrieg stand an der Stelle der heutigen Staatskanzlei das 1900–1905 errichtete Bayerische Armeemuseum und vor dessen Errichtung die Hofgartenkaserne. Mit Bezugnahme auf Leo von Klenzes benachbarten Festsaalbau der Münchner Residenz handelte es sich um einen historistischen Monumentalbau der Neurenaissance. Der Architekt war Ludwig von Mellinger aus Rheinzabern in der Pfalz. Die Westseite des Mittelbaus mit sechs Säulen schließt ein dreiteiliges Gebälk mit plastischer Bekrönung ab, Muschelkalkfiguren in der Mitte sowie vier Siegestrophäen. Die aufsteigende zweiläufige Freitreppe führt zu dem mit rauem und glattem fränkischen Sandstein aus Eltmann/Bamberg ausgekleideten Portikus. Die ursprünglich keiner Straße zugewandte Ostseite ist dagegen vergleichsweise zurückhaltend ausgebildet.
Unter der zweischaligen, mitsamt der 9 Meter hohen Laterne 57 Meter hohen Kuppel befindet sich ein zentraler quadratischer Raum, erbaut als eine Ruhmeshalle in der Mitte des Armeemuseums. Dieser Raum umfasst die beiden Obergeschosse und hat bis zum Scheitelpunkt der Kuppel eine Höhe von 32 Metern. Die Kuppel selbst war zusammen mit der der Königlichen Anatomie die erste Eisenbetonschale Europas, beides Werke der Eisenbeton G.m.b.H., einer gemeinsamen Tochter der Wayss & Freytag und der Heilmann & Littmann. Der Ingenieur Emil Mörsch war für die statischen Berechnungen verantwortlich. Etwa gleichzeitig entstand mit dem Verkehrsministerium an der Arnulfstraße ein weiterer damals hochmoderner Kuppelbau in der Stadt. Nach Kriegsschäden wurden die beiden Seitenflügel abgerissen, der Mittelbau blieb jahrzehntelang eine Ruine. Schon 1982 erhielt jedoch die Kuppel ihre durch Schiefer ersetzte Kupferdeckung zurück.
Nach dem Zweiten Weltkrieg bezog die Staatskanzlei die ehemalige Preußische Gesandtschaft (Doppelgebäude mit der Sammlung Schack) in der Prinzregentenstraße 7, die zuvor Sitz des Reichsstatthalters Franz von Epp war. Seit 1968 ist daneben das Prinz-Carl-Palais ein Dienstsitz des Bayerischen Ministerpräsidenten, allerdings nicht als Wohnung und nur zu Repräsentationszwecken. Ministerpräsident Franz Josef Strauß trieb die Pläne zu einem repräsentativen Neubau voran. Die Wahl fiel auf den heutigen Standort an der Ostseite des Hofgartens, die Ruine des Armeemuseums.

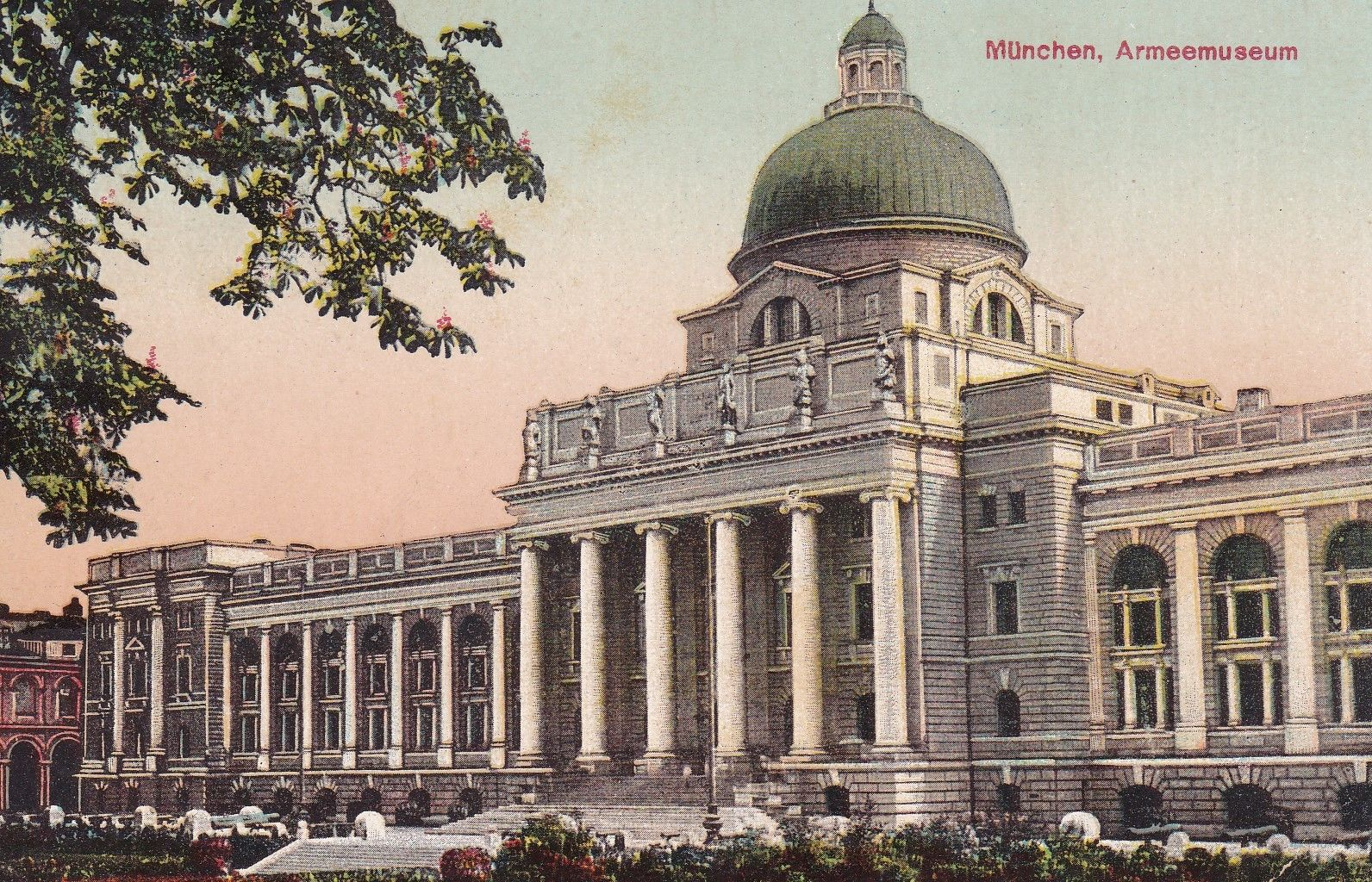
Bayerisches Armeemuseum (1904)
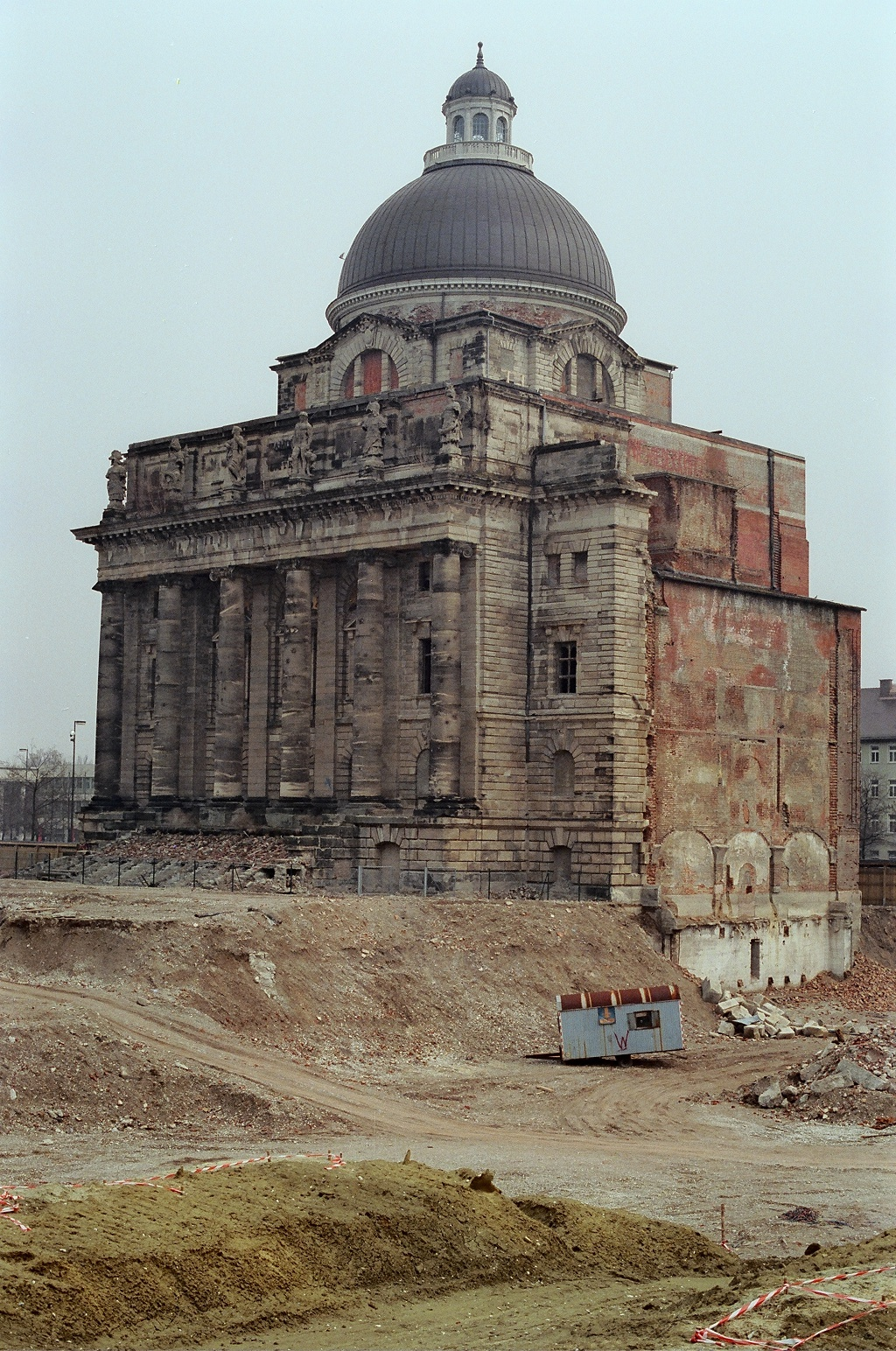
Ruine des Armeemuseums (1987)
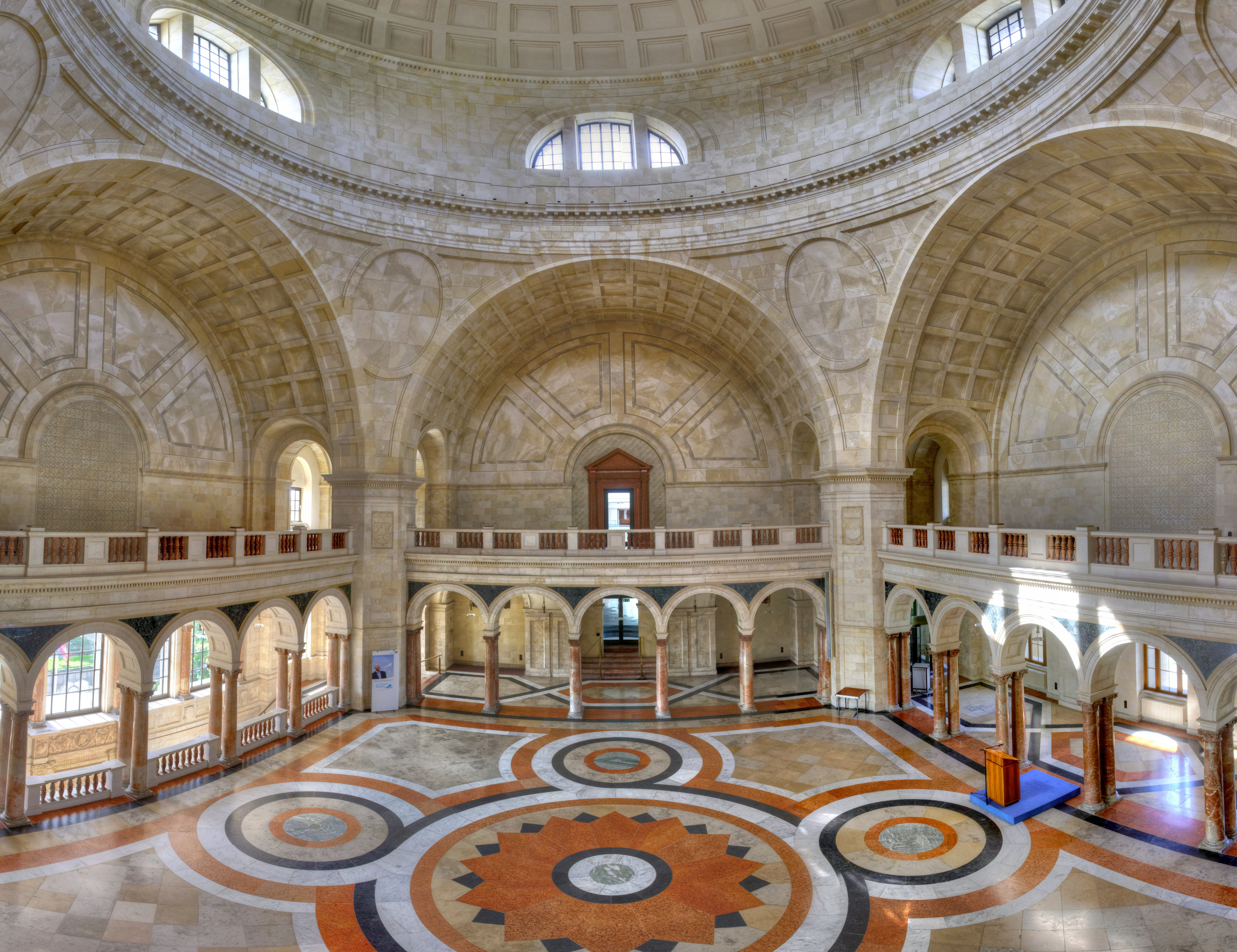
Blick in die restaurierte Halle (2012)
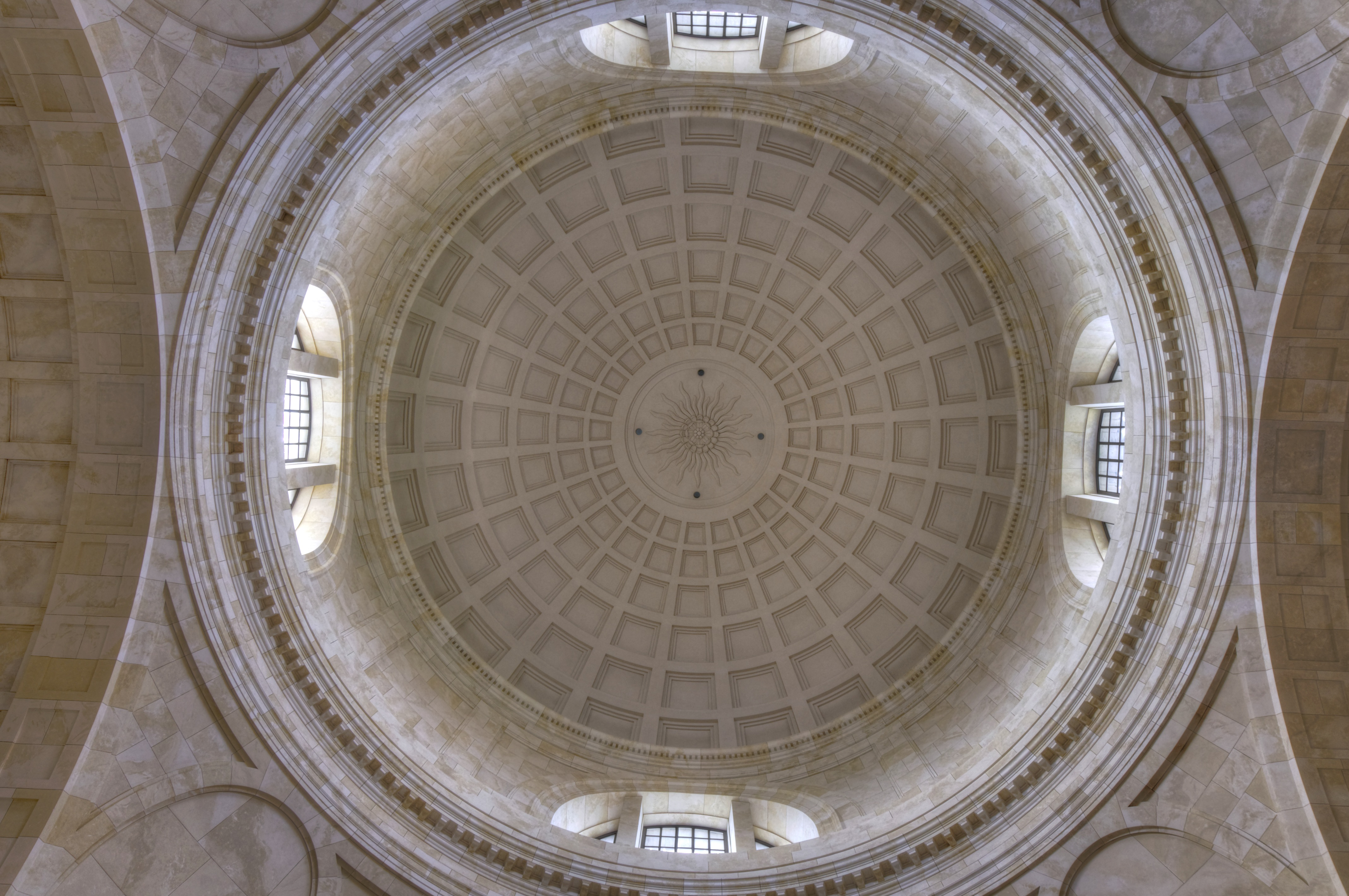
Blick in die restaurierte Kuppel (2012)
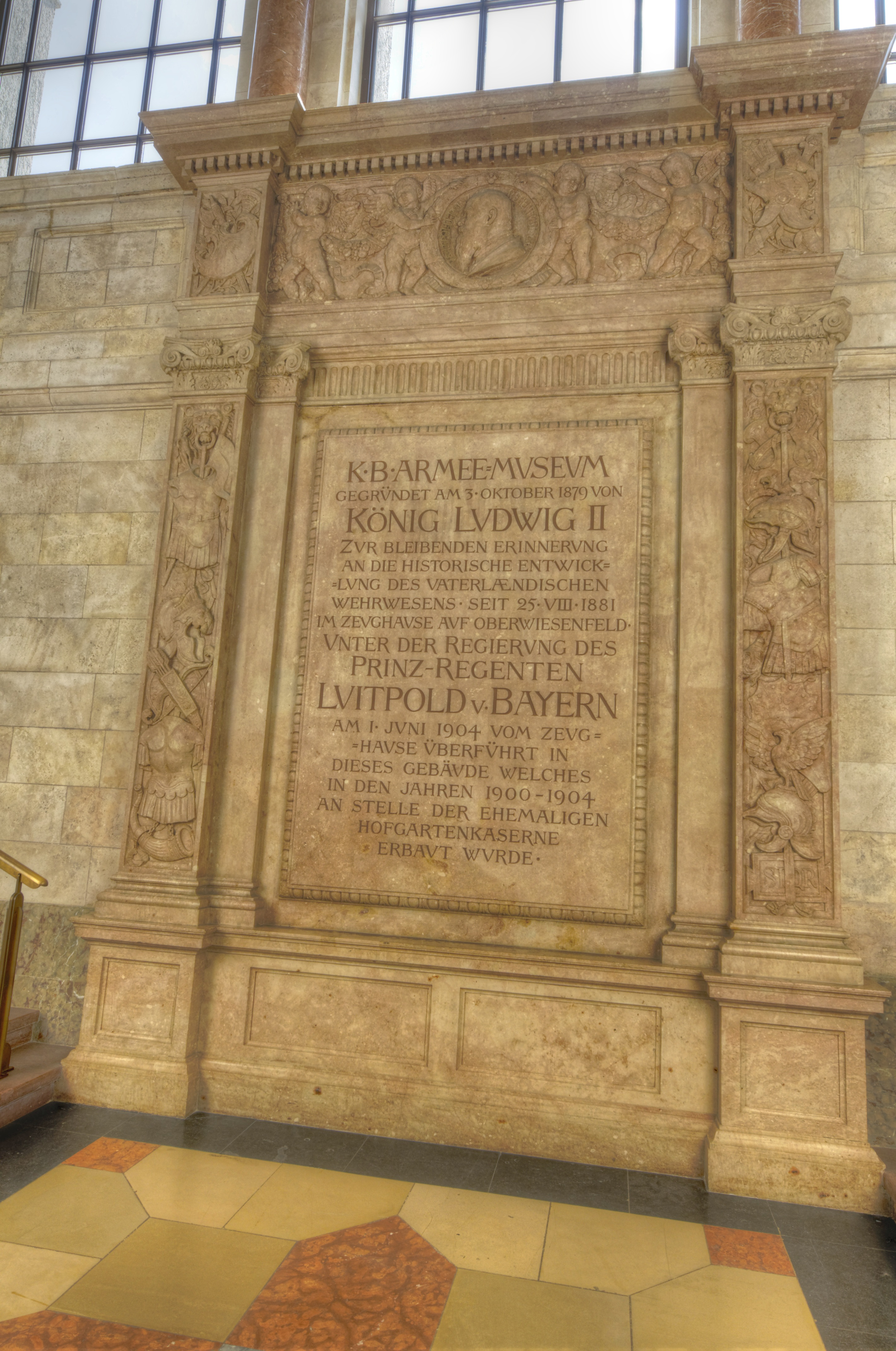
Gründungstafel des Armeemuseums (2012)

### Der Neubau der Staatskanzlei
Einen Architektenwettbewerb zum Neubau der Staatskanzlei gewann 1982 das Architektenteam Diethard J. Siegert und Reto Gansser. Ab dem Herbst 1984 gab es jahrelange heftige Auseinandersetzungen mit der Landeshauptstadt München wegen der architektonisch sensiblen Lage am Hofgarten und an der Münchner Residenz. Besonders die geplante Beseitigung des ab 1560 angelegten Arkadengangs beim einstigen Hofbrunnwerk am Nordrand des Hofgartens zugunsten des Neubaus war umstritten und rief die Bürgerinitiative „Rettet den Hofgarten“ ins Leben. Der Kunsthistoriker Gunter Schweikhart kam in einem Gutachten vom 2. Mai 1987 zu dem Ergebnis, dass es sich „hinsichtlich seiner historischen und architektonischen Bedeutung um ein besonders wertvolles Baudenkmal“ handelt, und forderte die Sanierung. Dagegen verteidigte das Bayerische Landesamt für Denkmalpflege das Vorhaben der Staatsregierung. Generalkonservator Michael Petzet sah die Bayerische Staatskanzlei gerade aus historischen Gründen in der Nähe der Residenz am richtigen Platz.
Schließlich kam es nach dem Tode von Strauß 1988 unter seinem Nachfolger zu einem Kompromiss mit deutlich kleinerem Bauvolumen. Auch auf die Integration des Hauses der Bayerischen Geschichte im Gebäude wurde verzichtet. Der 1982 sanierte Kuppelbau des alten Armeemuseums wurde als Zentralbau der Staatskanzlei beibehalten, die Renaissance-Arkaden bezog man in den Neubau der Staatskanzlei ein. 1989 wurde mit der Erstellung der Tiefgarage begonnen, 1993 war die neue Staatskanzlei bezugsfertig. Die beiden neuen Flügelbauten werden in voller Länge von verglasten Treppen im Stil der Himmelsleitern durchzogen, sodass der Eindruck von Schiffstreppen entsteht, auf denen man sich schwebend bewegt. Auf Wunsch des damaligen Ministerpräsidenten Max Streibl wurde im Anschluss an das Empfangszimmer des Ministerpräsidenten ein intimer Raum mit Zirbelholzverkleidung und -mobiliar („Zirbelstube“) eingefügt, der wegen hoher Kosten Aufsehen erregte. Im Nordrisalit tagt im Kabinettssaal der Ministerrat an einem ovalen Tisch unter einer ebenfalls ovalen, gebrochen gestalteten Lichtdecke.
Am neunten Tag als bayerischer Ministerpräsident konnte Edmund Stoiber am 6. Mai 1993 seinen neuen Amtssitz beziehen. Das Gebäude umfasst etwa 8.800 m². An der Ostseite der Staatskanzlei fließt der eingefasste Köglmühlbach oberirdisch vorbei. Vor der Westseite am Hofgarten befindet sich das Kriegerdenkmal.

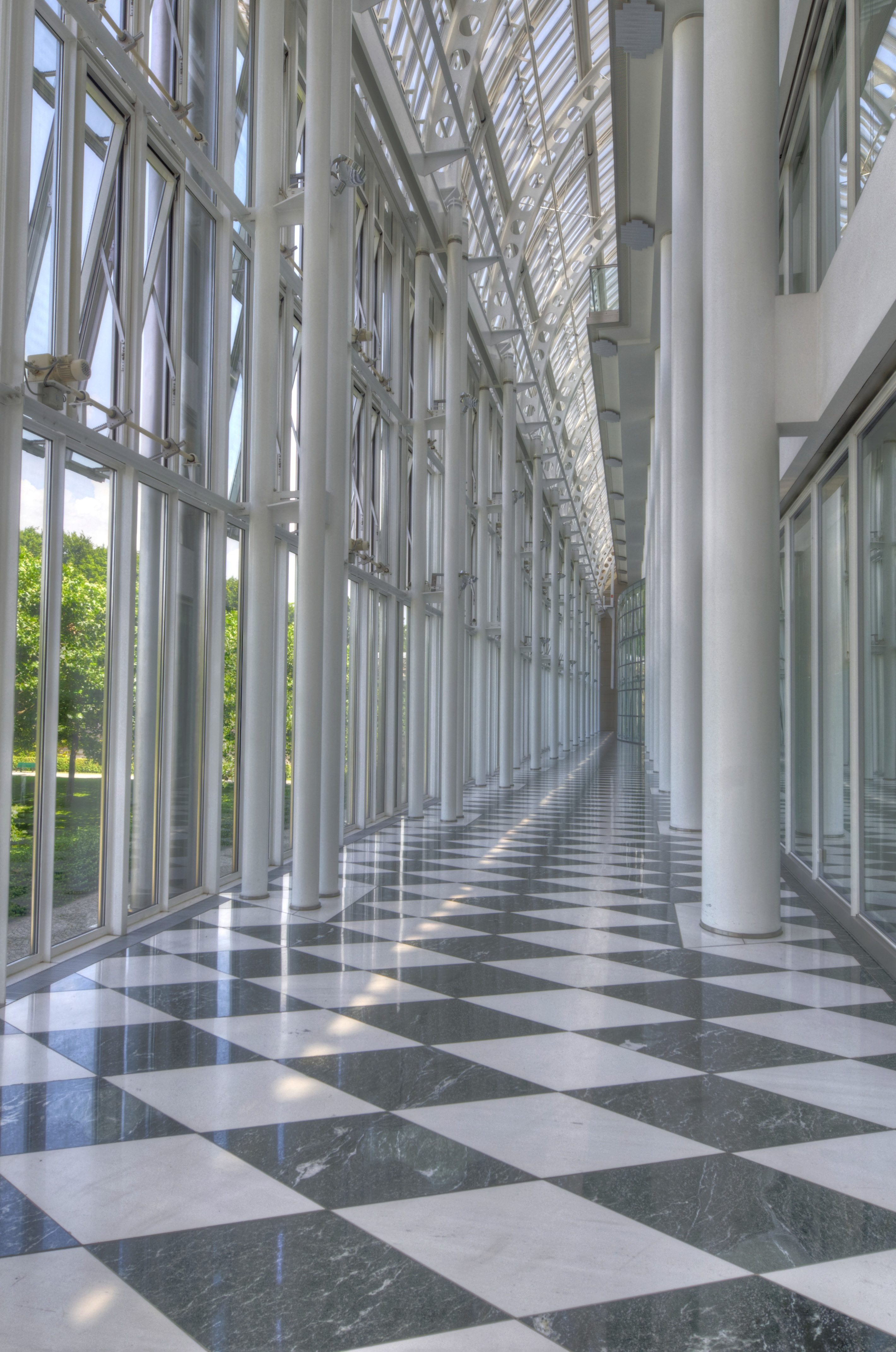
Wandelhalle
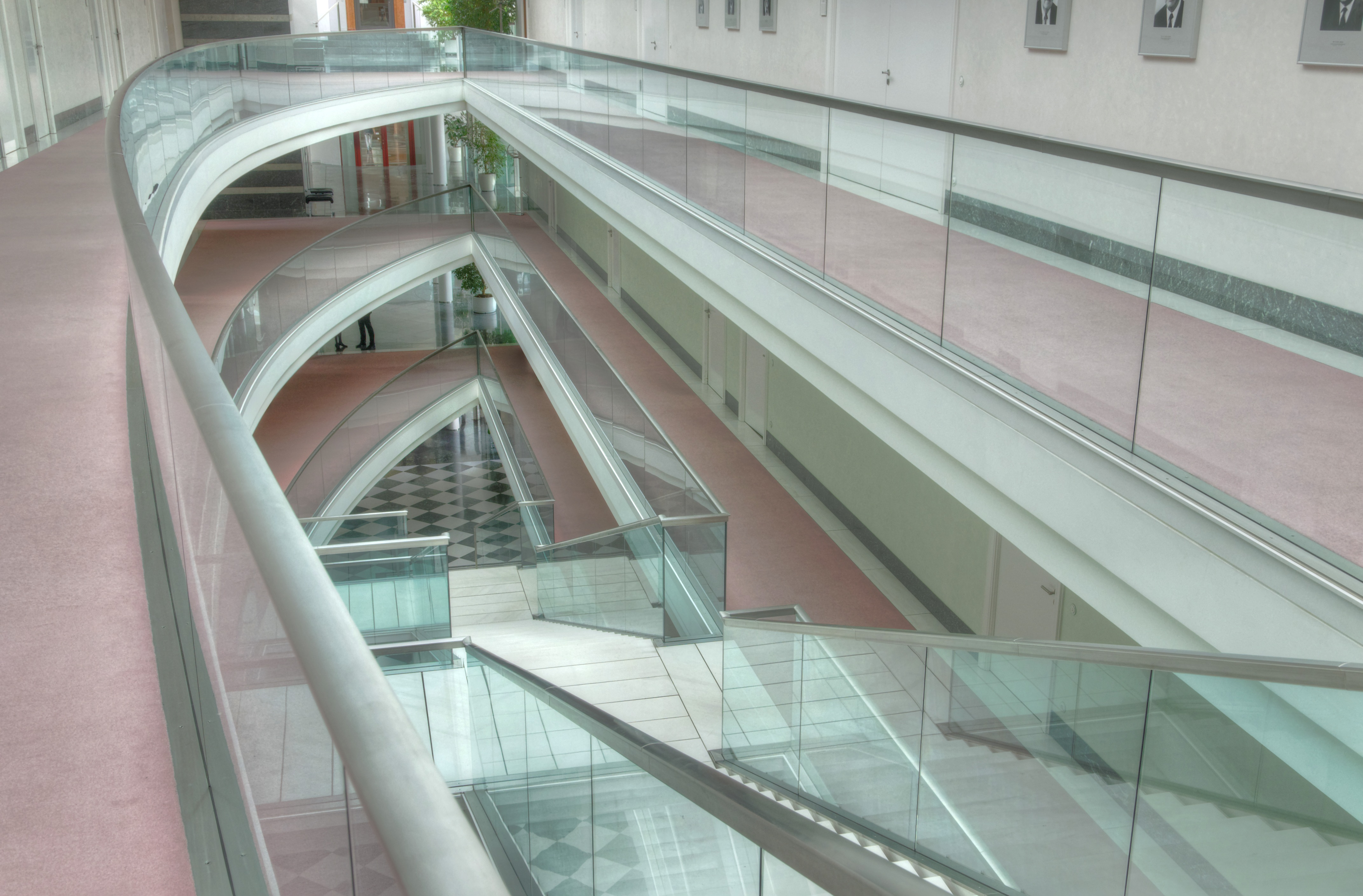
Treppenhalle
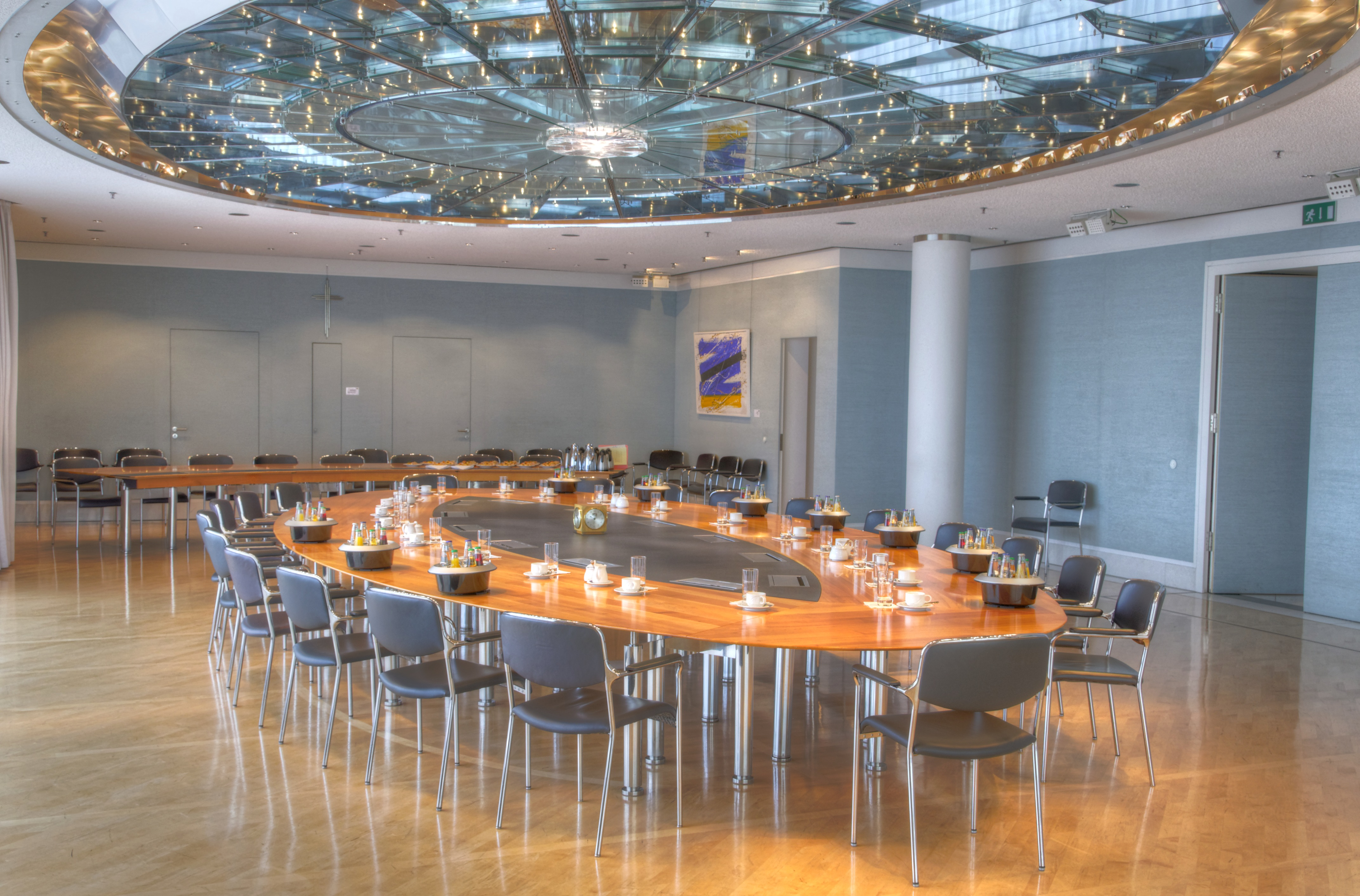
Saal des Kabinetts
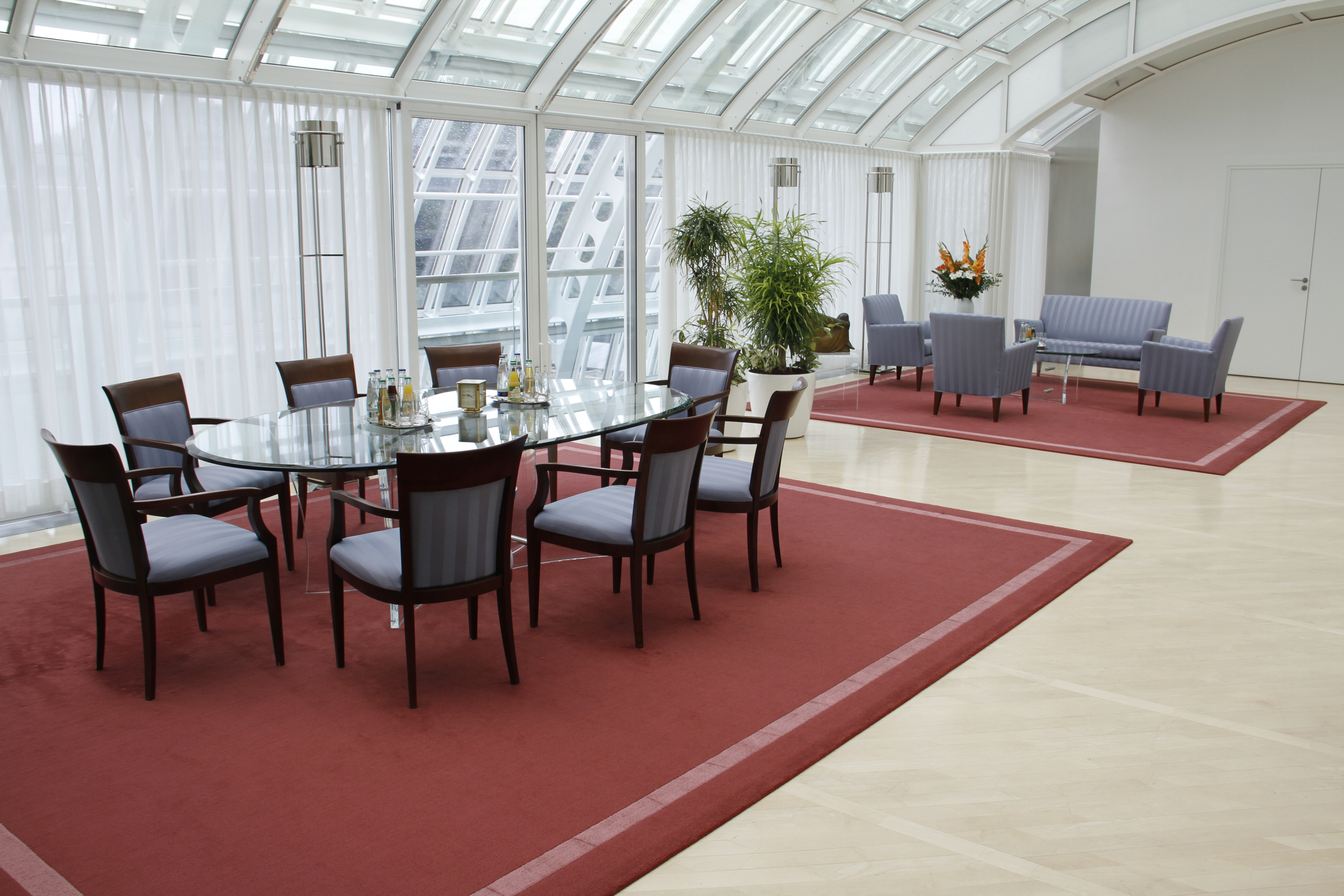
Saal des Ministerpräsidenten
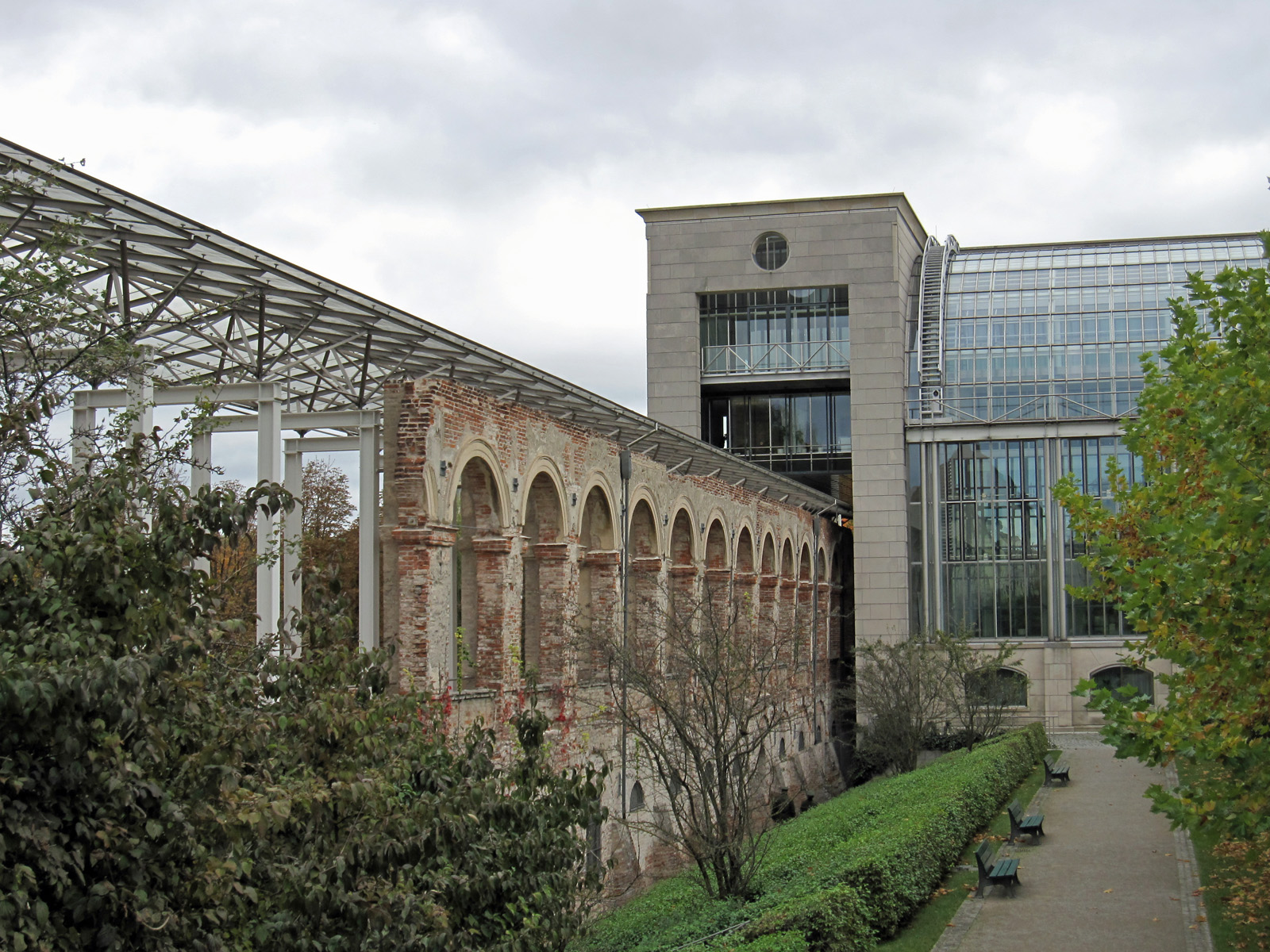
Ruine des Hofbrunnwerks